# Sidi Ifni flygplats
Sidi Ifni flygplats (arabiska: مطار سيدي إيفني) är en nedlagd flygplats i staden Sidi Ifni i Marocko. Den ligger i regionen Guelmim-Oued Noun, 600 km sydväst om huvudstaden Rabat. Sidi Ifni flygplats ligger 58 meter över havet.